# Florian Prey
Florian Prey (* 1959 in Hamburg) ist ein deutscher Opernsänger (Lyrischer Bariton).

## Leben
Prey kam als Sohn des Baritons Hermann Prey und seiner Frau Barbara, geb. Pniok, zur Welt. Er studierte an der Musikhochschule München bei Hanno Blaschke. Sein Debüt gab er als Graf in Franz Schrekers Der ferne Klang am Teatro La Fenice in Venedig. Dort sang er auch den Jesus in der ersten szenischen Aufführung von Bachs Johannes-Passion. Florian Prey war Mitglied der Wiener Kammeroper, wo er den Silvio in George Taboris Inszenierung des Bajazzo von Ruggiero Leoncavallo gab.
Prey ist Mitglied des nach ihm benannten ensemble baroque florian prey, das sich der Musik des 17. und des 18. Jahrhunderts widmet. Er hat bei verschiedenen Fernseh-, Rundfunk- und CD-Aufnahmen mitgewirkt. 
Seit 2006 ist er Künstlerischer Leiter des 1981 von seinem Vater ins Leben gerufene Festivals Herbstliche Musiktage Bad Urach. In Gauting bei München ist er seit 2008 Künstlerischer Leiter des Kleinen Sommerfestivals in der Remise Schloss Fußberg.
2010 erhielt Florian Prey für sein künstlerisches Schaffen den Günther-Klinge-Preis der Gemeinde Gauting in der Kategorie Musik.
Prey ist verheiratet und hat zwei Kindern. Er lebt seit 1999 in Gauting.

## Einspielungen (Auswahl)
veröffentlicht auf dem CD-Label Orplid Schallträger
- Moralische Kantaten von Georg Philipp Telemann. Florian Prey, Bariton / Hans Christian Schweiker, Violoncello / Stefan Palm, Cembalo.
- Franz Schubert: Die schöne Müllerin. Florian Prey, Bariton / Thomas Schubert, Klavier.
- „Leise sinkt der Abend nieder“ – Die schönsten Abendlieder von Robert Schumann, Felix Mendelssohn Bartholdy, Johann Sebastian Bach, Johannes Brahms u. v. a. Florian Prey, Bariton / Birgitta Eila, Klavier / Klaus Kämper, Violoncello.
- Willst du dein Herz mir schenken. Kantaten und Lieder von Johann Sebastian Bach, Georg Philipp Telemann, Georg Friedrich Händel. Florian Prey, Bariton / Marga Henschel, Cembalo / Klaus Kämper, Violoncello / Christoph und Markus Henschel, Violine.
- Franz Schubert: Winterreise. Florian Prey, Bariton / Rico Gulda, Klavier.
- Adolph Kurt Böhm: Zauber des Lebens. Lieder nach Gedichten von Albrecht Graf von Rechberg. Florian Prey, Bariton / Birgitta Eila, Klavier.
- Adolph Kurt Böhm: Genius Astri. Lieder nach Gedichten von Manfred Kyber. Florian Prey, Bariton / Birgitta Eila, Klavier.
- Adolph Kurt Böhm: Ein stilles Fensterlein. Lieder und Balladen nach Wilhelm Busch. Florian Prey, Bariton / Detlev Eisinger, Klavier.